# ネフロン
ネフロン（nephron：腎単位）とは、腎臓の基本的な機能単位であり、腎小体とそれに続く1本の細尿管のこと。
人間の場合は左右の腎臓合わせて2百万個ほど存在し、各ネフロンで濾過、再吸収、分泌、濃縮が行われ、原尿が作られていく。腎臓の皮質部分に位置する。

## 構造
腎小体には1本の輸入細動脈が入り、1本の輸出細動脈が出てゆく。腎小体に入った輸入細動脈は分枝して毛細血管となり、塊を作る。この塊を糸球体という。糸球体を形成する毛細血管は再び1本に集まり、輸出細動脈となって腎小体から出てゆく。糸球体はボーマン嚢で包まれており、ボーマン嚢からは1本の尿細管が出ている。細尿管は腎皮質から腎髄質の方へ下行し、この部分を近位尿細管と呼ぶ。腎髄質へ辿り着くと尿細管は狭くなり、Uターンして再び皮質の方へ上行する。このUターンする部分を、ヘンレループと呼ぶ。そのまま上行して皮質へ辿り着くと、尿細管は輸出細動脈と接する（交わったり吻合するわけではない）。この接する部分を、糸球体近接装置という。糸球体近接装置を経た尿細管は、遠位尿細管と呼ばれる。遠位尿細管は再び髄質の方向へ下行しながら互いに集合し、集合管となって腎髄質を貫通して腎盂に開口する。

## 生理
糸球体を構成する網細血管では血球成分や大質量の蛋白質は漏れ出ず、血漿成分や体内の毒素だけが濾過されてボーマン嚢へ流れ出る。漏れ出なかった血液成分は再び1本の輸出細動脈となり、腎小体から出てゆく。一方、糸球体で濾過された毒素などはボーマン嚢で受け止められ、尿細管へ流れてゆく。尿細管壁では糸球体から流れ出た水分や栄養を再吸収したり、濾過し切れなかった毒素をさらに排泄したりして、原尿を作ってゆく。糸球体近接装置では、原尿の水量や毒素濃度などの情報を輸出細動脈へ伝達する。これを受けた輸出細動脈は血圧を調節するホルモン（レニン）を分泌し、腎臓への血流を調節する。

### 酸塩基平衡
尿細管における酸塩基平衡の調節。
- 近位尿細管では炭酸水素イオンの再吸収が行われ、これが損なわれると近位尿細管性アシドーシスになる。
- 遠位尿細管では水素イオンの排泄が行われ、これが損なわれると遠位尿細管性アシドーシスになる。遠位尿細管で水素イオンを排泄するポンプは鉱質コルチコイドによって活性化されるので、鉱質コルチコイド作用が低下すると遠位尿細管性アシドーシスになる。これを特に高カリウム型尿細管性アシドーシスという。